# Nephrotoma palloris
Nephrotoma palloris är en tvåvingeart som först beskrevs av Daniel William Coquillett 1898.  Nephrotoma palloris ingår i släktet Nephrotoma och familjen storharkrankar. Inga underarter finns listade i Catalogue of Life.